# Late Orchestration
Late Orchestration es un álbum en vivo por el artista de hip hop Kanye West, lanzado en los Estados Unidos el 24 de abril del año 2006, mediante Mercury Records. Este álbum contiene versiones en vivo de canciones provenientes de sus dos primeros álbumes de estudio, The College Dropout y Late Registration. Este fue grabado en los Abbey Road Studios ubicados en Londres, Inglaterra, en frente de una audiencia de 300 invitados en septiembre de 2005. Tuvo apariciones especiales por parte de John Legend, Lupe Fiasco, GLC y Consequence. El lanzamiento del CD presenta la interpretación completa (12 pistas) junto con una pista adicional, "Gold Digger" (En vivo en AOL), y venía con un DVD que contenía imágenes del concierto, así como entrevistas y videos musicales extra de los primeros cuatro sencillos de Late Registration.

## Lista de canciones
1. "Diamonds from Sierra Leone" – 4:08
2. "Touch the Sky" (con Lupe Fiasco) – 4:07
3. "Crack Music" – 2:48
4. "Drive Slow" (con GLC)  – 4:34
5. "Through the Wire" – 3:33
6. "The New Workout Plan" – 2:53
7. "Heard 'Em Say" (con John Legend) – 4:10
8. "All Falls Down" – 3:13
9. "Bring Me Down" – 3:21
10. "Gone" (con Consequence)– 4:15
11. "Late" – 3:54
12. "Jesus Walks" – 3:14
13. "Gold Digger (AOL Sessions)" (bonus track) – 3:18

## Posiciones
|                               | \| Charts (2006) \| Posición \| \| -------------------------------- \| -------- \| \| Irlanda (IRMA)[6] \| 46 \| \| Reino Unido (UK Albums Chart)[7] \| 59 \| |
| Charts (2006)                 | Posición |
| Irlanda (IRMA)                | 46 |
| Reino Unido (UK Albums Chart) | 59 |